# Bad Judge
Bad Judge ist eine US-amerikanische Sitcom, die von 2014 bis 2015 ausgestrahlt wurde. Die Serie handelt vom beruflichen und privaten Leben von Rebecca Wright, einer Richterin des Los Angeles County Circuit Court.

## Produktion
Die Idee für Bad Judge stammt von Adam McKay, Chad Kultgen und Chris Henchy. Als Produzenten der Serie fungierten Will Ferrell, Adam McKay, Chad Kultgen, Anne Heche, Jill Sobel Messick, Kevin Messick, Betsy Thomas und Kate Walsh. Ausführende Produktionsunternehmen waren Gary Sanchez Productions und Universal Television.
Der erste Trailer für die Serie wurde im Zuge der Upfronts 2014 veröffentlicht.
Bad Judge wurde erstmals am 2. Oktober 2014 auf NBC ausgestrahlt und am 31. Oktober aufgrund zu schlechter Einschaltquoten abgesetzt. Die letzte Episode wurde am 22. Januar 2015 ausgestrahlt. Insgesamt erschien eine Staffel mit 13 Episoden.

## Besetzung

### Hauptbesetzung

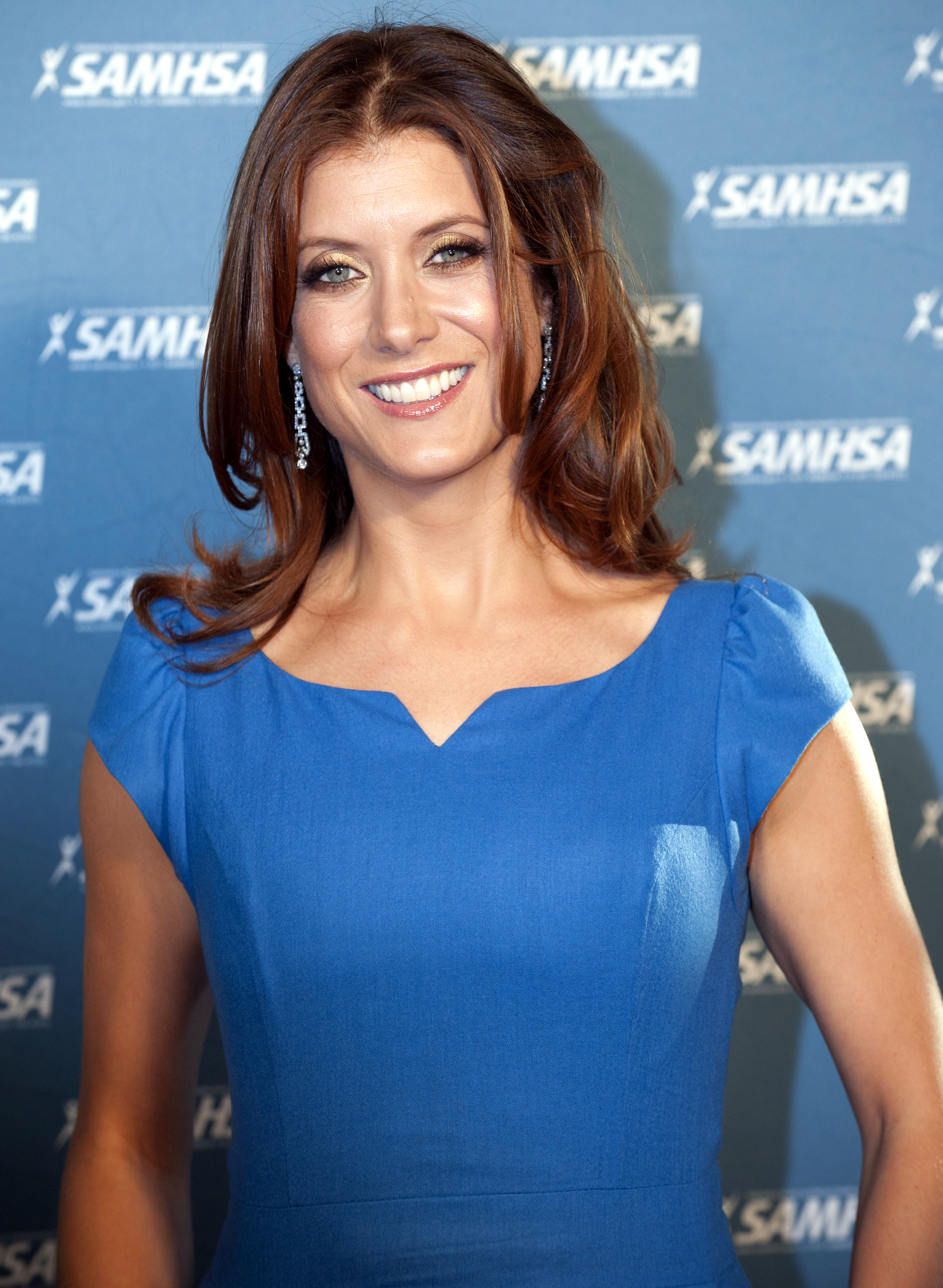
Kate Walsh (2011)

| Rolle           | Schauspieler    |
| --------------- | --------------- |
| Rebecca Wright  | Kate Walsh      |
| Tedward Mulray  | Tone Bell       |
| Tom Barlow      | John Ducey      |
| Gary Boyd       | Ryan Hansen     |
| Judge Hernandez | Miguel Sandoval |
| Robby Shoemaker | Theodore Barnes |

### Nebenbesetzung
| Rolle    | Schauspieler  |
| -------- | ------------- |
| Judy     | Amy Rhodes    |
| Michelle | Angela Kinsey |
| Kiki     | Kim Gatewood  |

## Episodenliste
| Nr. (ges.) | Nr. (St.) | Deutscher Titel                | Originaltitel            | Erstausstrahlung USA | Deutschsprachige Erstausstrahlung (D) | Regie           |
| ---------- | --------- | ------------------------------ | ------------------------ | -------------------- | ------------------------------------- | --------------- |
| 1          | 1         | Pilotfolge                     | Pilot                    | 2. Oktober 2014      | –                                     | Andrew Fleming  |
| 2          | 2         | Meteorschauer                  | Meteor Shower            | 9. Oktober 2014      | –                                     | Jake Szymanski  |
| 3          | 3         | Die mutige Kellnerin           | One Brave Waitress       | 16. Oktober 2014     | –                                     | Linda Mendoza   |
| 4          | 4         | Der Dieb                       | Knife to a Gunfight      | 23. Oktober 2014     | –                                     | Reginald Hudlin |
| 5          | 5         | Der Geschworenendienst         | Judge and Jury           | 30. Oktober 2014     | –                                     | Eyal Gordin     |
| 6          | 6         | Was ist das Schönste im Leben? | What Is Best in Life?    | 6. November 2014     | –                                     | Richie Keen     |
| 7          | 7         | Kommunikationsprobleme         | Communication Breakdown  | 13. November 2014    | –                                     | Linda Mendoza   |
| 8          | 8         | Die Katze ist aus dem Sack     | The Cat’s Out of the Bag | 20. November 2014    | –                                     | Jay Karas       |
| 9          | 9         | Eine Mutter sieht rot          | Face Mask Mom            | 11. Dezember 2014    | –                                     | Andrew Fleming  |
| 10         | 10        | Alles wird wieder gut          | The Fixer                | 1. Januar 2015       | –                                     | John Putch      |
| 11         | 11        | Nackte Tatsachen               | Naked and Afraid         | 8. Januar 2015       | –                                     | Andrew Fleming  |
| 12         | 12        | Die Enthüllung                 | Lockdown                 | 15. Januar 2015      | –                                     | Reginald Hudlin |
| 13         | 13        | Fall abgeschlossen             | Case Closed              | 22. Januar 2015      | –                                     | Andrew Fleming  |

## Resonanz
Bad Judge erhielt größtenteils negative Kritiken. Von Rotten Tomatoes bekam die Serie ein Rating von 20 % und eine durchschnittliche Bewertung von 4,5/10 Punkten. Auf der Seite Metacritic erhielt Bad Judge eine Bewertung von 38 aus 100, basierend auf 22 Kritiken.
Bei den People’s Choice Awards 2015 war die Serie in der Kategorie Favorite New TV Comedy nominiert, gewann den Preis jedoch nicht.